# Bocnița (okręg Jassy)
Bocnița – wieś w Rumunii, w okręgu Jassy, w gminie Sinești. W 2011 roku liczyła 374 mieszkańców.